# Ор (река)
Ор (фр. Aure) — река на северо-востоке Франции, в регионе Нижняя Нормандия. Протекает по департаменту Кальвадос. Исток находится в Комон-л’Эванте. Впадает в реку Вир в Изиньи-сюр-Мер. Крупнейший город, стоящий на реке — Байё.

## Гидрология
| Средний расход воды (м³/с) реки Ор по месяцам и за год с 1981 по 2008 гг. (замеры производились на гидрологическом посту в Мезоне) |

Река Ор имеет относительно высокую мутность, а скорость воды умеренная, однако в таких местах, как центр Байё, узкий канал вызывает более высокую поверхностную скорость. Уровень рН в 8,35 был измерен в центре Байё рядом с музеем гобеленов. Электропроводность воды — 37 микросименс на сантиметр.

## Галерея

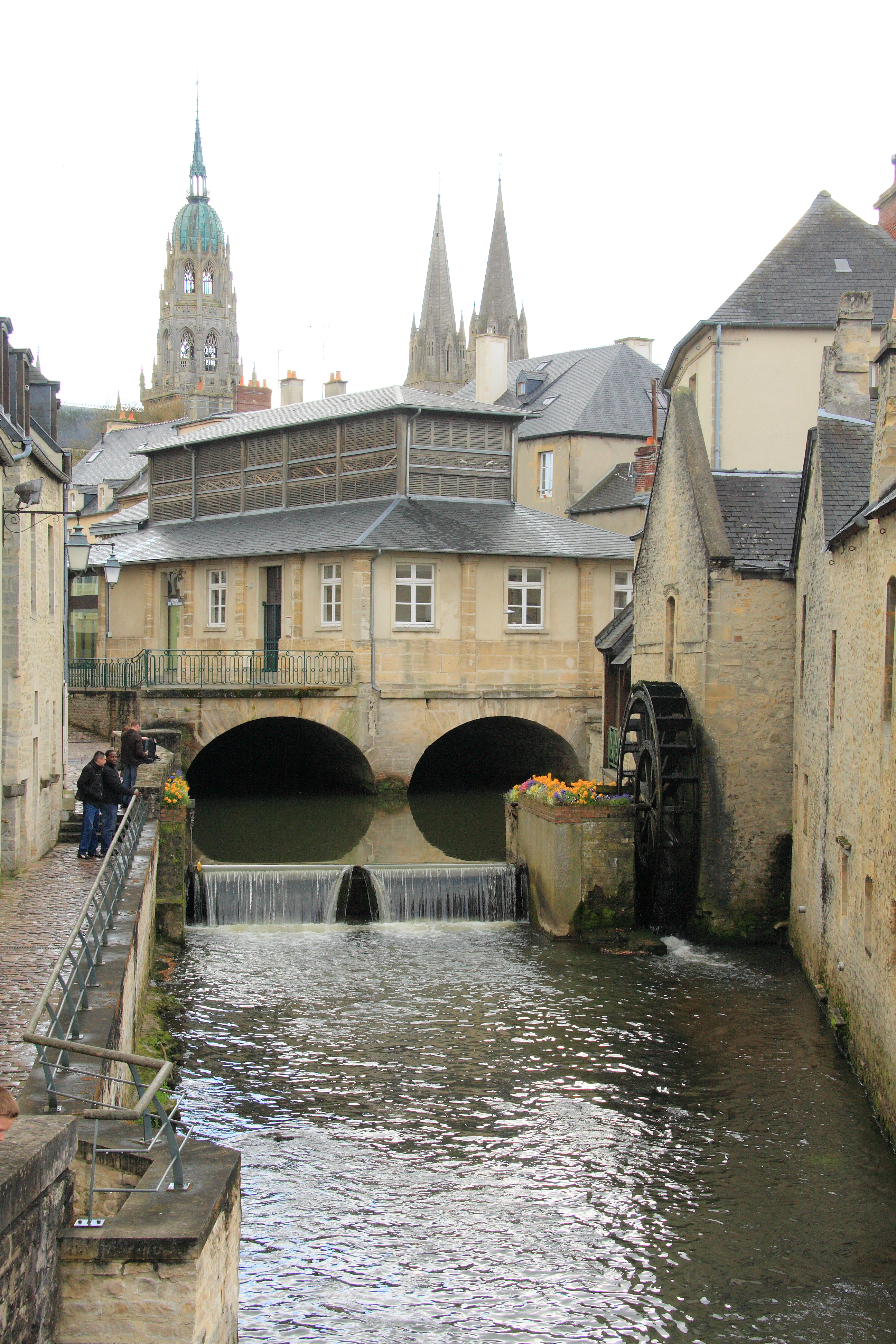
Ор в Байё
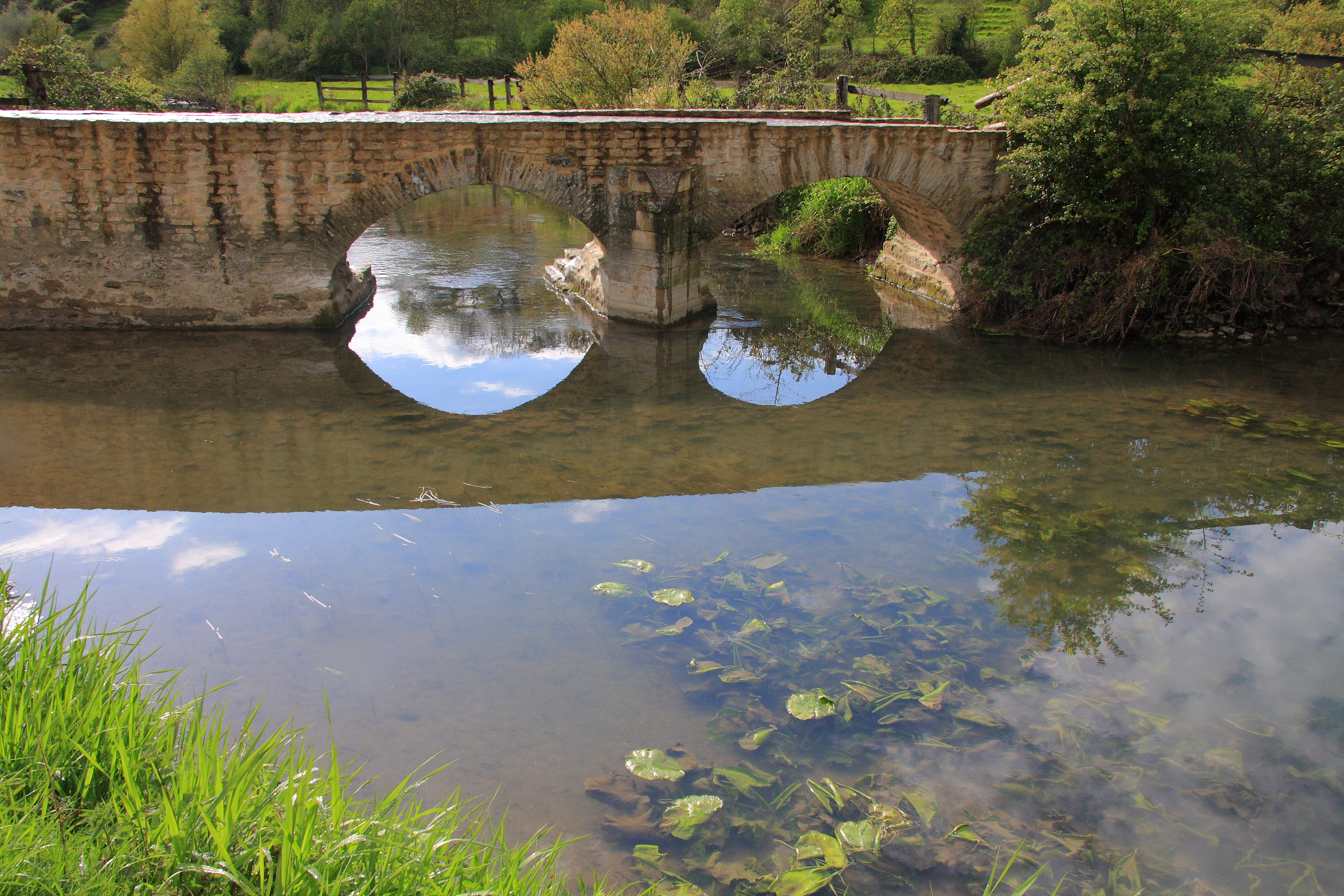
Ор в Тревьере
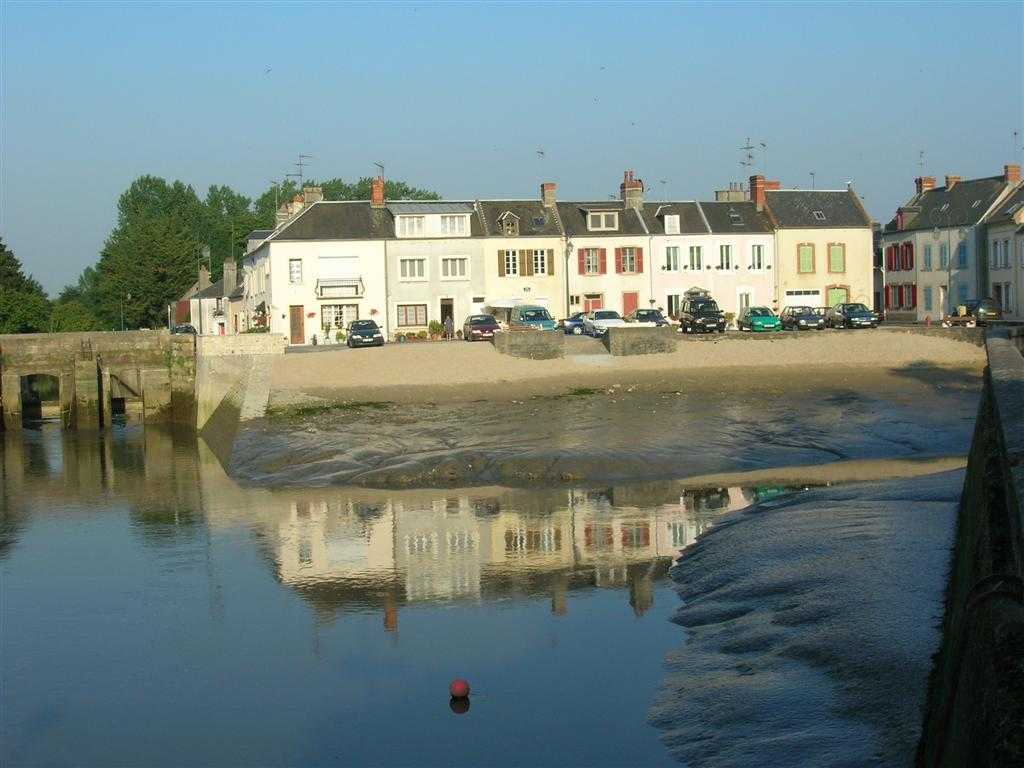
Ор в Изиньи-сюр-Мер, у устья в реку Вир
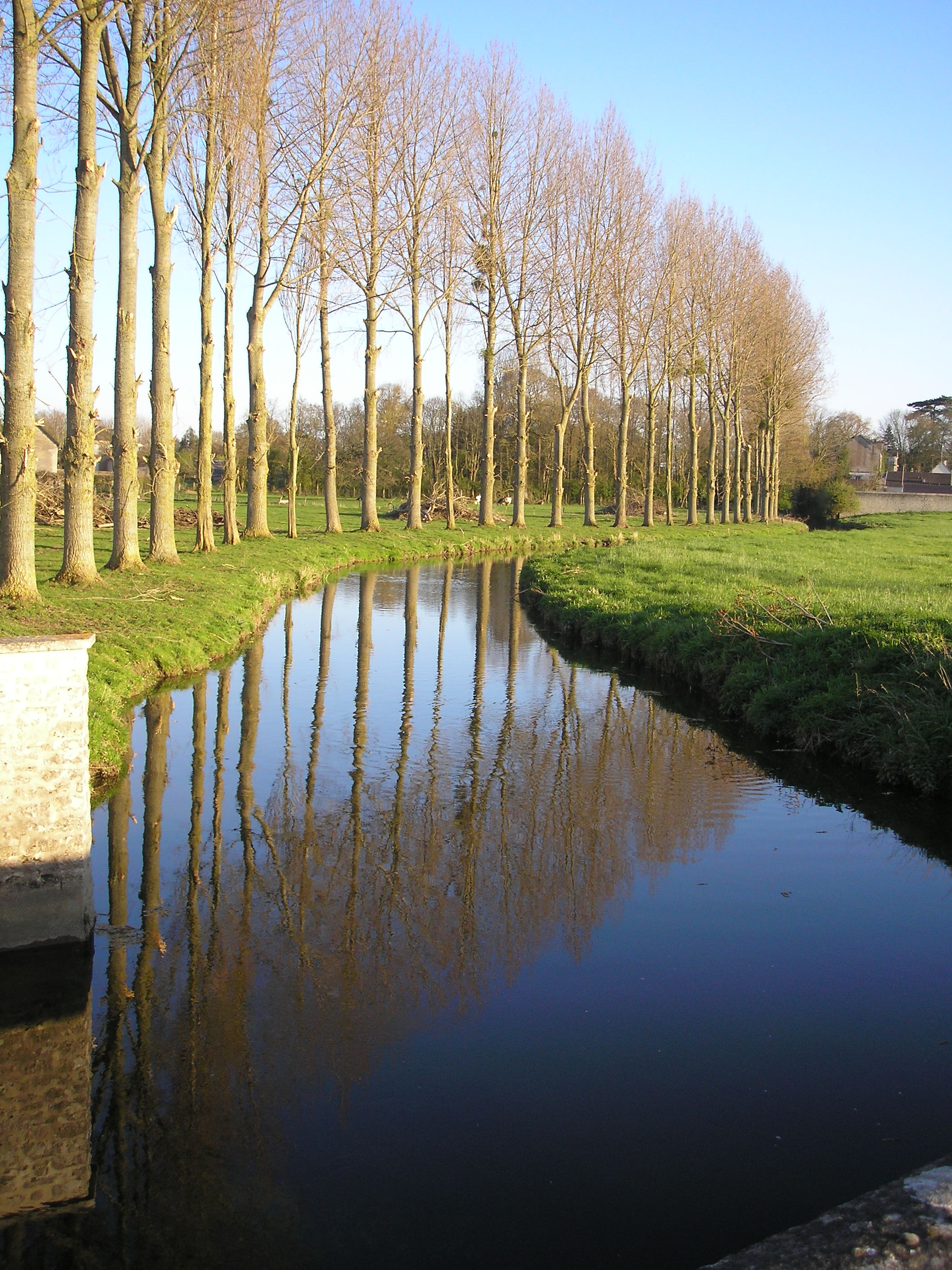
В коммуне  Во-сюр-Ор
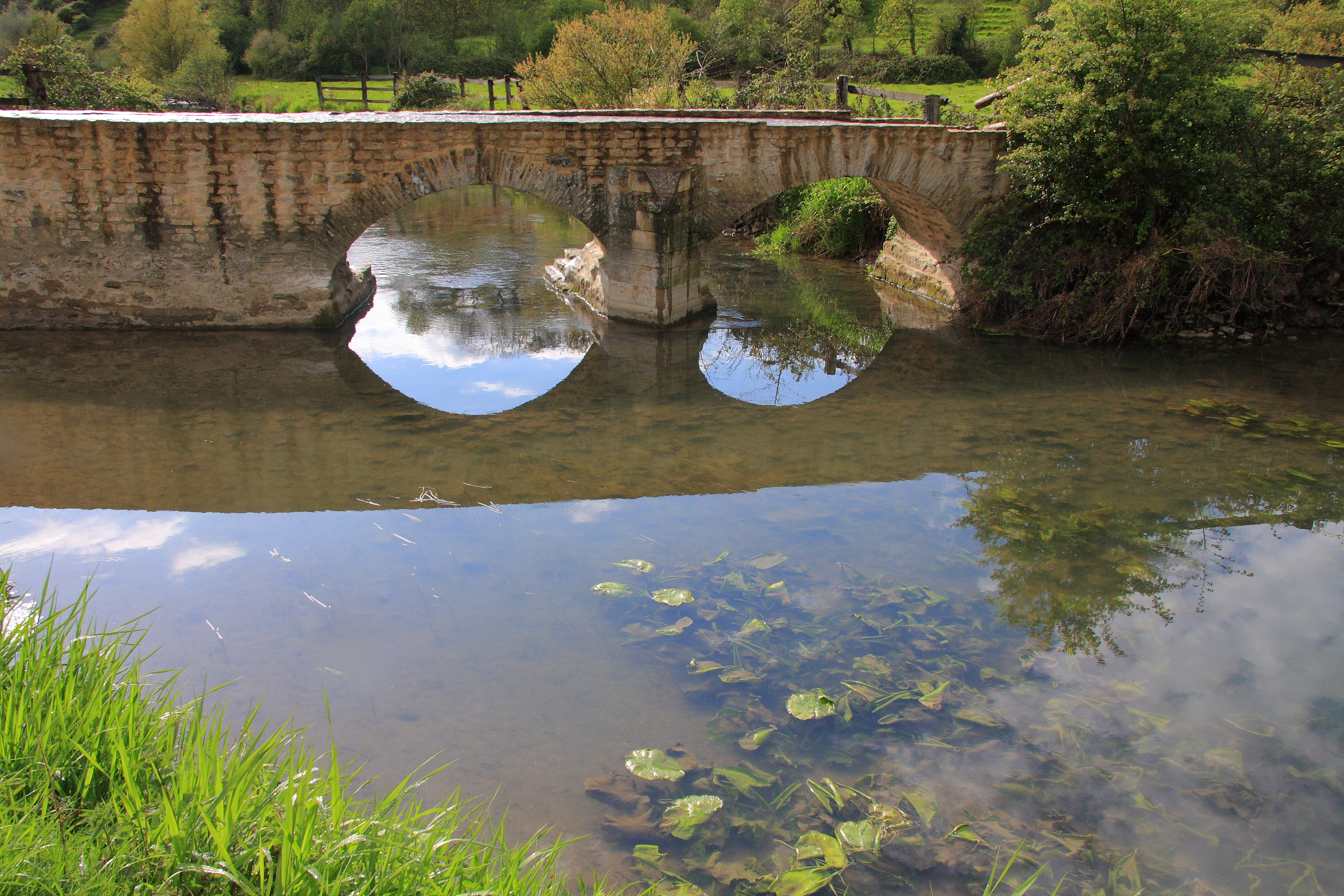
В коммуне Тревьер
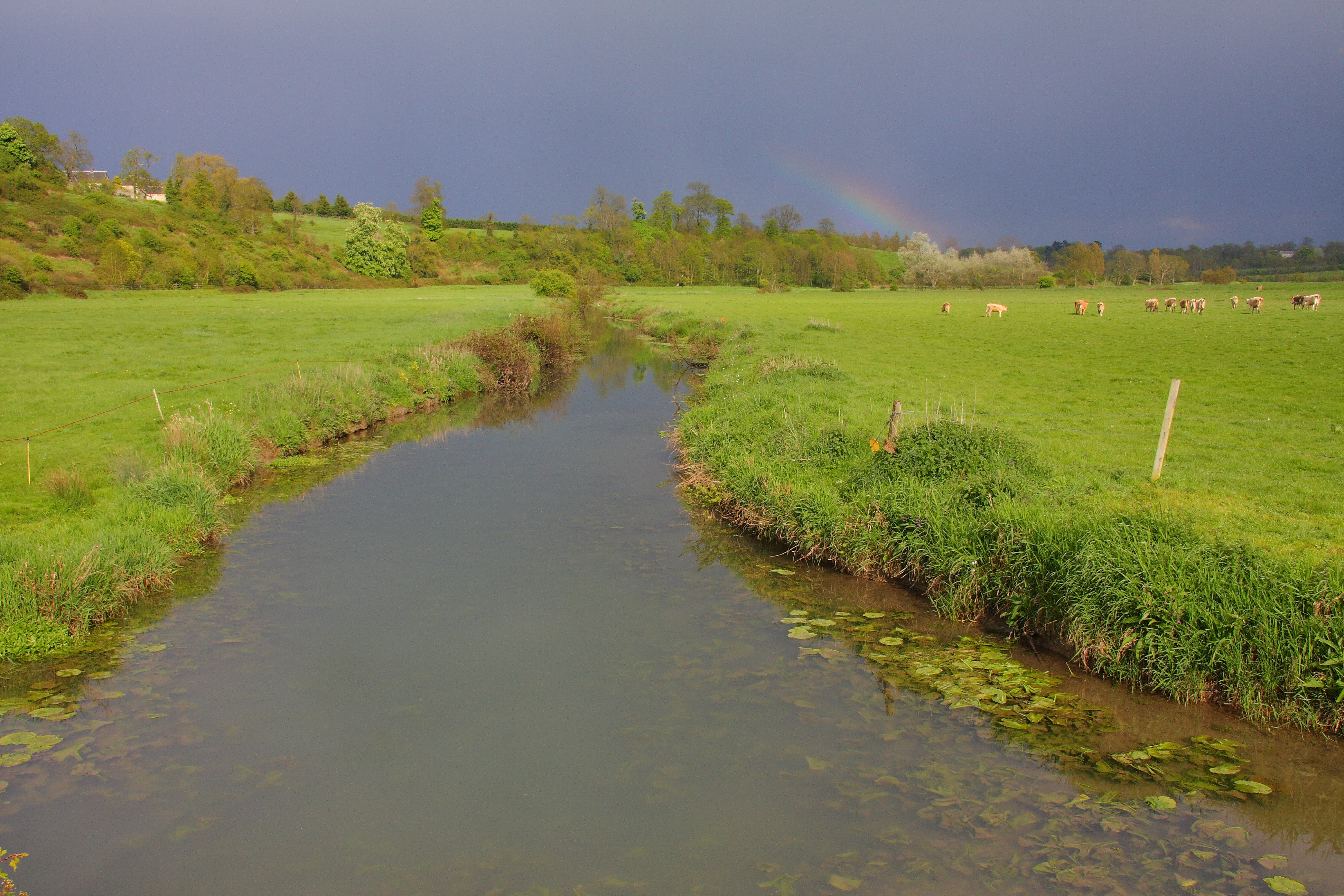
В коммуне Тревьер